# روبوت الهيكل الخارجي

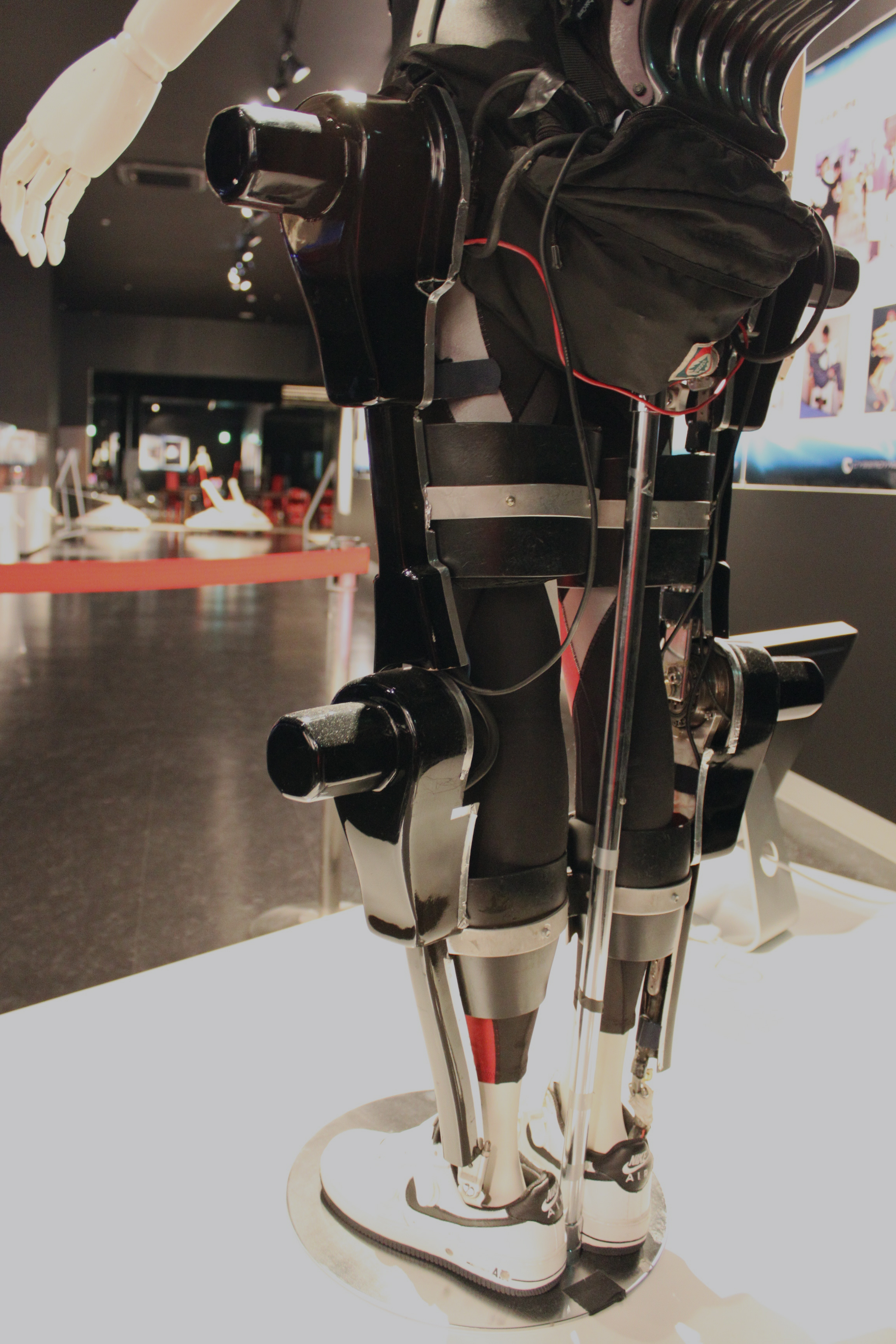

روبوت الهيكل الخارجي أو الهيكل الخارجي المعزز بالطاقة، و يسمى أيضاً بالدرع المعزز بالطاقة، أو الإطار الخارجي.
وهو عبارة عن آلة متنقلة تعمل بالطاقة، تتكون أساساً من إطار الهيكل الخارجي، والشخص الذي يرتدي هذا الإطار، والطاقة التي تمد الأطراف على الأقل بجزء من طاقة التفعيل لحركة الهيكل.
صمم الهيكل الخارجي لحماية مرتديه، فيمكن تصميمها مثلاً لحماية الجنود، أو عمال البناء، أو لحماية الأشخاص المتواجدين في بيئات خطرة.
وأمام هذا المشروع سوق طبي كبير، من خلال توفير الأطراف الصناعية، ومساعدة المسنين على الحركة والتنقل، ويمكن أن يشمل أيضاً عمال الإنقاذ كما هو الحال في المباني المنهارة، وتمكن الآلة العامل من رفع الحطام الثقيل بسهولة، وتوفر له الحماية في حال سقوط الأنقاض عليه.
تم بناء عدة نماذج من هذا الهيكل، لكنها ليست منتشره بشكل واسع، فهناك العديد من المشاكل يجب حلها، مثل توفير مصدر مناسب لطاقة الهيكل.
لكن في عام 2010 أطلقت ثلاث شركات (بدلة الهيكل الخارجي) مخصصة للمعوقين . 

## تطبيقات
أحد أهم التطبيقات المقترحة هو تمكين الجندي من حمل الأشياء الثقيلة (80 – 300 kg) أثناء الركض أو تسلق السلالم. ليس فقط حمل المزيد من الأوزان، وإنما يمكن للجندي حمل أسلحة أكبر حجماً وأكثر فاعلية.